# Pölle 8 (Quedlinburg)

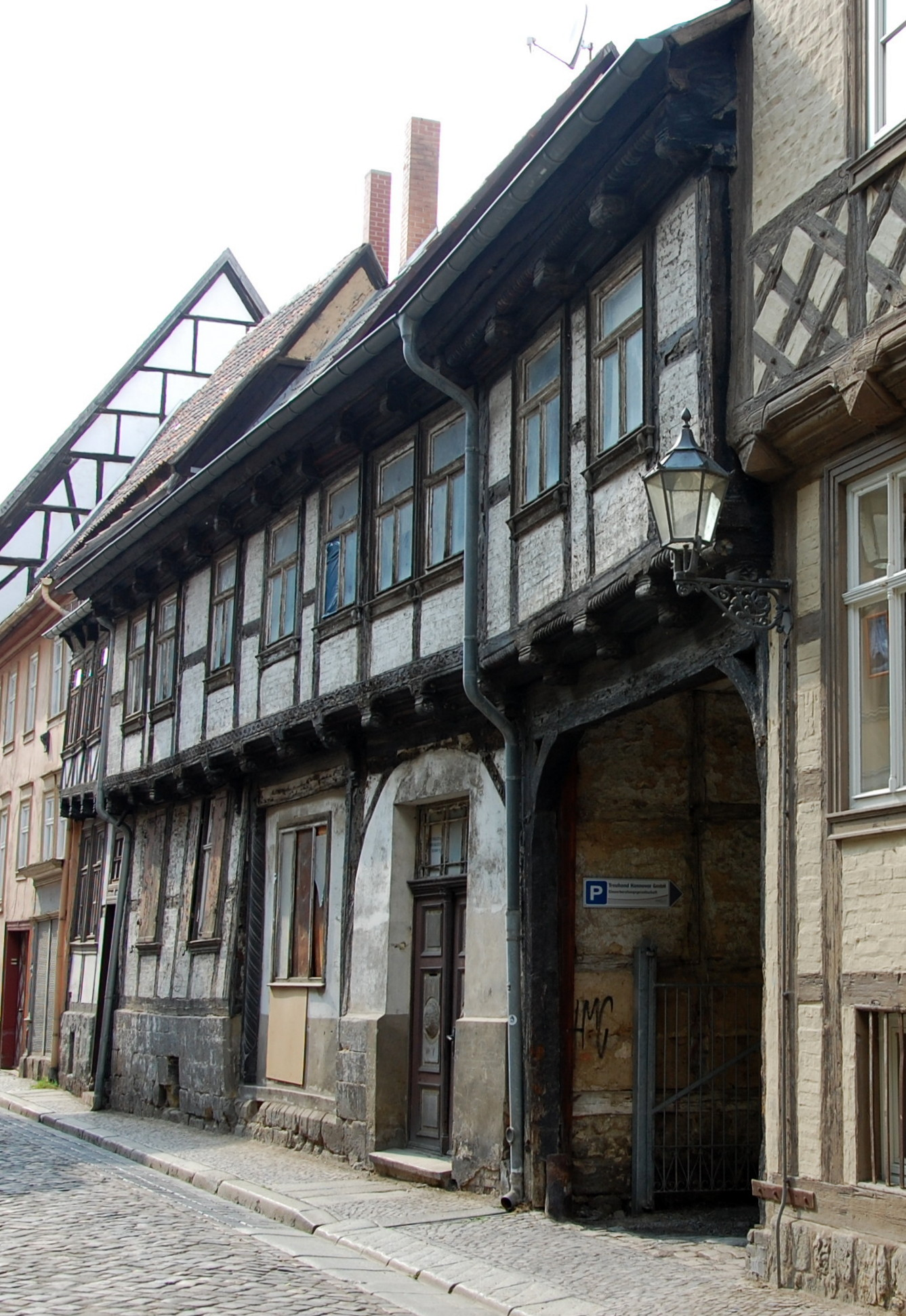
Haus Pölle 8

Das Haus Pölle 8 ist ein denkmalgeschütztes Gebäude in der Stadt Quedlinburg in Sachsen-Anhalt.

## Lage
Es befindet sich südöstlich des Marktplatzes der Stadt. Das Gebäude gehört zum UNESCO-Weltkulturerbe und ist im Quedlinburger Denkmalverzeichnis als Wohnhaus eingetragen.

## Architektur und Geschichte
Das zweigeschossige Fachwerkhaus entstand in der Zeit um 1560 und besteht aus zwei Gebäudeteilen. An der Fachwerkfassade finden sich für die Renaissance typische Zierformen. So verfügt das Haus über ein Wellenband, wobei hier noch spätgotische Astansätze bestehen. Die Balkenköpfe sind walzenförmig ausgebildet. An der linken Haushälfte sind Fächerrosetten erhalten. Im 18. Jahrhundert wurde die Fassade umgestaltet.
Im Haus bestehen zwei Toranlagen. An einer befinden sich noch Reste von Überblattungen. Sie wurde bereits im 19. Jahrhundert vermauert. Auch eine später eingefügte Ladenfassade wurde wieder verschlossen. An ihr befinden sich im Heimatstil mit Schnitzereien versehene Pfosten.
Auf dem Hof des Anwesens befindet sich ein alter gepflasterter Weg, der ursprünglich als Verbindung zum Markt diente und dort die Grundstücke Markt 5 und 6 erreichte.
Für das sanierungsbedürftige Gebäude (Stand 2014) wurden Anfang des 20. Jahrhunderts neue Eigentümer gesucht.